# Thouinia villosa
Thouinia villosa là một loài thực vật có hoa trong họ Bồ hòn. Loài này được DC. miêu tả khoa học đầu tiên năm 1824.